# Plazmalogen

Przykładowy plazmalogen

Plazmalogen – fosfolipid eterowy, w którym do pierwszego atomu węgla rdzenia glicerowego (tj. w pozycji sn-1) przyłączony jest poprzez wiązanie eterowe łańcuch alkilowy, który jest cis-α,β-nienasycony. Podobnie jak w innych fosfolipidach, do drugiego atomu węgla glicerolu (pozycja sn-2) przyłączony jest łańcuch węglowy poprzez wiązanie estrowe, a do trzeciego (sn-3) – pochodna kwasu fosforowego. Grupa fosforanowa jest najczęściej podstawiona choliną, etanoloaminą lub seryną, rzadziej inozytolem.